# Agidibô
Agidibô (em iorubá: agidigbo) é um tradicional lamelofone  em forma de caixa retangular de madeira usado pelos iorubás da Nigéria. Uma corda é usada em volta do pescoço do tocador para segurar o instrumento sobre o peito. O tocador usa um anel em seu polegar para tocar os lados da caixa de madeira.